# Institución Atlética Sud América
Maillots
Dernière mise à jour : 6 mai 2024.
L'Institución Atlética Sud América est un club uruguayen de football basé à Montevideo.

## Historique
- 1914 : fondation du club

Le 23 août 2012, l'administration fiscale argentine qualifie le Club América de paradis fiscal sportif en raison de son implication dans des triangulations, des transferts de joueur opaque impliquant trois clubs différents. Le Club América en servant d'intermédiaire joue le rôle de société écran.

## Palmarès
- Championnat d'Uruguay de deuxième division
  - Champion : 1951, 1954, 1957, 1963, 1975, 1994

## Anciens joueurs
- Santiago González